# Reserva Extrativista Chapada Limpa
A Reserva Extrativista Chapada Limpa é uma unidade de conservação federal do Brasil categorizada como reserva extrativista e criada por Decreto Presidencial em 26 de setembro de 2007 numa área de 11.971 hectares no município de Chapadinha, na região do rio Munim, no estado do Maranhão.
Foi a quinta reserva extrativista do estado do Maranhão e a primeira nos biomas Cerrado e Mata dos Cocais dentro do estado.
A reserva foi criada com o objetivo de proteger o modo de vida dos extrativistas e uso sustentável do cerrado. Também buscou pôr fim a um longo período de tensão social na região, entre fazendeiros e camponeses.
Trata-se de uma área de extrema importância para a sobrevivência de distintas formas de vida, pois é uma área de transição de três biomas diferentes. Além do Cerrado, na Reserva Extrativista Chapada Limpa podem ser encontradas espécies típicas tanto da região Amazônica quanto da Caatinga.
A dinâmica produtiva é tradicionalmente baseada no agroextrativismo. As comunidades que vivem na parte alta da chapada ou vizinhas a ela têm no bacuri o principal produto do extrativismo. As que moram nas porções baixas da região praticam o extrativismo de babaçu, como fonte de renda, e das palmeiras típicas de ambientes alagáveis (juçara, buriti e bacaba) e para consumo da família. Os moradores da região também praticam a agricultura de subsistência para suprimento de alimentos básicos, tais como arroz, feijão e milho.